# راه جین
راه جِین: یک داستان عشقی کتابی است نوشته درک همفری که درباره خودکشی همسرش، جین که از نوعی بیماری لاعلاج رنج می برد، می باشد. این کتاب اولین کتاب درک هفری با موضوع اوتانازی و خودکشی کمکی است.